# Mailjet
Mailjet est un service d’envoi d’emails français fondé en 2010. Originellement basé dans la région nantaise, le siège est désormais situé à Paris, avec des bureaux à New-York, Londres et Berlin. En octobre 2019, Mailjet est rachetée par son concurrent américain Mailgun.

## Généralités
Mailjet est un système d’envoi et de suivi d’emails basé dans le cloud. La plateforme permet aux professionnels d’envoyer tant leurs emails marketing (newsletters, offres promotionnelles) que leurs emails transactionnels (notifications, confirmations d’inscription, de commande, factures…). Les services de Mailjet comprennent des solutions de conception d’emails, d’envoi de volumes massifs et de suivi de ces envois. En outre, Mailjet propose des outils annexes aidant à assurer la délivrabilité des emails (gestion de la réputation d’expéditeur, mise à disposition de relais SMTP) ainsi que la sécurité des envois (protocoles SPF, DKIM et DMARC, boucles de rétroaction); et des fonctionnalités destinées à l’analyse de la performance des envois. Enfin, l’entreprise met à disposition des développeurs un jeu d’API open source.

## Développement
Fondée en 2010 à Nantes par Wilfried Durand et Julien Tartarin, la société Mailjet est d’abord pensée par et pour des développeurs. Ensemble, ils imaginent un service permettant de mutualiser les envois d’emails, qu’ils soient transactionnels ou marketing. En mettant à disposition des utilisateurs différents outils (API, relais SMTP…), ils permettent aux développeurs d’intégrer plus facilement l’emailing à leurs projets.

Après avoir bénéficié d’un accompagnement initial de la part de Thibaud Elzière (fondateur de Fotolia), la jeune équipe présente une version beta du service lors de l’édition 2010 de LeWeb. Le lancement public a lieu début 2011. Cette même année, Mailjet effectue une première levée de fonds d’un montant de 2,5 millions d’euros auprès d’Alven Capital et d’eFounders (le startup studio co-créé par Thibaud Elzière). Cet investissement permet à l’entreprise d’embaucher ses premiers employés et de développer ses services.

En 2014, Mailjet connaît de nombreuses évolutions. Alexis Renard arrive à la tête de l’entreprise, en tant que PDG, avec pour objectifs de développer les services à l’international et d’élargir l’offre commerciale en proposant des solutions sur-mesure aux entreprises ayant d’importants besoins en emailing, en plus du système de libre-service déjà en place. En mars 2014, Mailjet réalise une nouvelle levée de fonds d’un montant de 2,2 millions d’euros, toujours auprès d’Alven Capital et d’eFounders, pour soutenir ces objectifs de développement. De nouveaux bureaux sont ouverts à New York, Londres et Berlin. Enfin, courant 2014, Mailjet se dote d’un nouveau jeu d’API, et offre de nouvelles fonctionnalités à ses utilisateurs, comme un comparateur de performance des différentes campagnes d’emailing envoyées, ou un système de test d’emails basé sur le principe des tests A/B.
En 2015, à la suite du lancement de sa nouvelle API, l’entreprise propose de nombreux plugins adaptés aux principaux CRM, CMS, plateformes e-commerce et connecteurs SaaS pour faciliter la connexion entre ces services et ceux de Mailjet. Les API s’enrichissent de nouveaux langages de programmation. En parallèle, Mailjet lance Passport, un outil WYSIWYG de création de newsletters responsives. En juillet, l’entreprise réalise sa troisième levée de fonds, d’un montant de 10 millions d’euros,, auprès de ses investisseurs historiques Alven Capital et eFounders, mais également d’Iris Capital et de Seventure Partners. Ce nouvel investissement permet à Mailjet de recruter des collaborateurs pour accompagner sa croissance, l’équipe passant d’une quarantaine de personnes à près d’une centaine à l’horizon 2016. En fin d’année, Mailjet reçoit un prix de la part de Deloitte dans le cadre du Deloitte Technology Fast 50 où l’entreprise arrive en deuxième position grâce à sa croissance très forte (3 185% de croissance) sur les quatre dernières années. Elle obtient également la 23e place du EMEA Fast 500 (classement Deloitte sur toute l’Europe) cette même année.

## Rachat
En octobre 2019, la société de capital-investissement Thoma Bravo, aussi détentrice de la solution Américaine Mailgun rachète Mailjet pour pouvoir intégrer plus facilement le marché Européen. Cette acquisition fait suite au rachat de Newsletter2go par Sendinblue quelques mois plus tôt.